# Аліса Сизні
Алі́сса Си́зні (англ. Alissa Czisny; нар. 25 червня 1987, Силвенія, Огайо, США) — американська фігуристка, що виступає у жіночому одиночному фігурному катанні. Чемпіонка Фіналу Гран-прі (2010), дворазова чемпіонка Skate Canada (2005, 2010), чемпіонка Skate America (2011), чемпіонка США (2009, 2011).

## Біографія
Народилася 25 червня 1987 року в Силвенії, штат Огайо, США, в родині Деббі і Марка Сизні. Має сестру-близнючку Ембер, яка також була фігуристкою, а згодом працювала тренеркою з фігурного катання в Детройті.
З відзнакою закінчила Університет Боулінг-Грін за фахом міжнародні відносини, попри те що суміщувала навчання з регулярними тренуваннями та змаганнями. Через це, деякі заняття вона відвідувала онлайн. З дитинства Сизні брала уроки балету, щоб покращити свою гнучкість та розтяжку. Вона є вегетаріанкою.
У 2022 році вийшла заміж за канадського фігуриста Курта Браунінга.

## Спортивна кар'єра

### Початок
Алісса Сизні почала кататися на ковзанах у віці півтора року, коли вона та її сестра Ембер супроводжували маму на ковзанку, тому що вони не хотіли залишатися вдома з нянею. Сизні почала займатися фігурним катанням у Боулінг-Грін, штат Огайо, де Шеллі Бресслер стала її першою тренеркою з фігурного катання. Джуліанна Берлін стала її тренеркою у 1998 році. Першу національну медаль Сизні здобула у 2001 році, коли вона посіла друге місце на юніорських змаганнях.
Сизні посіла четверте місце під час свого дебюту на етапі Гран-прі Skate America 2004, куди її запросили замість Мішель Кван.

#### Сезон 2005—2006
Сизні вперше привернула міжнародну увагу, коли виграла золоту медаль на Skate Canada International 2005 і срібло на Skate America 2005, де вона отримала овації за свою довільну програму. Вона пройшла кваліфікацію до Фіналу Гран-прі і посіла на ньому шосте місце. Сизні взяла участь у Чемпіонаті США 2006 року в Сент-Луїсі, де посіла сьоме місце в загальному заліку. Вона була однією з чотирьох фігуристів, представлених у серіалі TLC 2006 року «Ice Diaries».

#### Сезон 2006—2007
Алісса Сизні розпочала сезон на Skate Canada International 2006, де посіла четверте місце. Вона також брала участь у Cup of Russia 2006. На Чемпіонаті США 2007 року вона була п'ятою після короткої програми, але потім виграла довільну програму, і в результаті стала третьою. На Чемпіонаті світу 2007 року вона посіла п'ятнадцяте місце.

#### Сезон 2008—2009
Сизні фінішувала третьою на Skate Canada International 2008 після Жоанні Рошетт і Фуміє Суґурі. На Чемпіонаті США 2009 року вона виграла коротку програму і фінішувала третьою в довільній, але виграла золоту медаль завдяки лідерству в короткій програмі. Сизні виграла свій перший національний титул, випередивши Рейчел Флетт і Керолайн Чжан. На Чемпіонаті Чотирьох континентів вона посіла дев'яте місце, а на Чемпіонаті світу — одинадцяте.

#### Сезон 2009—2010
Сизні посіла четверте місце на Rostelecom Cup 2009 і виграла срібну медаль на Skate Canada International 2009. Її результат у короткій програмі (63,52 бала) був четвертим найвищим результатом цього змагального сезону. Сизні посіла десяте місце на Чемпіонаті США 2010 року, в результаті чого вона не потрапила до Олімпійської збірної. Вона також дізналася, що її сестра хвора на рак (станом на 2011 рік у стані ремісії). Сизні подумала про завершення кар'єри, проте її тренери заохочували її продовжувати.
У лютому 2010 року вона залишила тренерку Джуліанну Берлін, яка тренувала її дванадцять років. У травні Алісса заявила, що залишиться в Детройтському ковзанярському клубі в Блумфілд-Гіллс, штат Мічиган, з новими тренерами Юкою Сато та Джейсоном Дандженом. Вона змінила свою техніку стрибків за допомогою нових тренерів.

#### Сезон 2010—2011
Сизні виграла Skate Canada International 2010, її першу золоту медаль у серії Гран-прі після перемоги на Skate Canada 2005. Вона також виграла Midwestern Sectionals, що дозволило їй взяти участь у Чемпіонаті США 2011 року. Вона виграла бронзу на своєму другому етапі Гран-прі, Trophée Eric Bompard 2010, який у поєднанні з її результатом на Skate Canada кваліфікував її до Фіналу Гран-прі.
У Фіналі Гран-прі Сизні виграла коротку програму з 63,76 балами та посіла третє місце в довільній програмі з новим особистим рекордом у 116,99 балів. Вона стала чемпіонкою Фіналу Гран-прі з новим особистим рекордом в загальному заліку (180,75 бала). На Чемпіонаті США 2011 року Алісса посіла друге місце в короткій програмі з 62,50 балами, а потім посіла перше місце у довільній програмі зі 128,74 балами, що дало їй загальну суму 191,24 бала, і зробило її переможицею змагання. Таким чином, вона вдруге стала національною чемпіонкою. Вона посіла п'яте місце на Чемпіонаті світу 2011 року. У міжсезоння Алісса виступала в льодових шоу.

#### Сезон 2011—2012
|                               |  |
| Сизні на Фіналі Гран-прі 2011 |  |

У сезоні 2011—2012 Аліссу Сизні було призначено на етапи Гран-прі Skate America та Trophée Eric Bompard. Вона виграла золоту медаль на Skate America та бронзу на Trophée Eric Bompard. Алісса була першою у довільній програмі на Trophée Eric Bompard, набравши 121,90 бала, встановивши новий особистий рекорд за кількістю балів у довільній програмі. Сизні кваліфікувалася до Фіналу Гран-прі, але отримала травму литки під час тренування 8 грудня. Проте, лікарі команди визначили, що вона зможе тренуватися далі, і тому фігуристка продовжила змагання та посіла п'яте місце. Вона виграла срібну медаль на Чемпіонаті США 2012 року. Після Challenge Cup 2012 року, де вона завоювала бронзу, вона вирішила не включати каскад подвійний аксель-потрійний тулуп у свою програму на Чемпіонаті світу. На Чемпіонаті світу 2012 року вона посіла двадцять друге місце.
Аліссу Сизні запросили на Командний чемпіонат світу, але її тренер Джейсон Данджен відмовився, і замість Алісси була обрана Грейсі Голд. У травні 2012 року МРТ показало, що у Сизні була розірвана губа на лівому стегні. Вона сказала, що не виступала б на Чемпіонаті світу, якби знала, що травмована. Після операції 6 червня 2012 року в Нашвіллі наступного дня вона почала фізіотерапію, і за місяць їй більше не були потрібні милиці.

#### Сезон 2012—2013
Алісса Сизні була призначена на NHK Trophy, але знялася, щоб продовжити відновлення після операції. Вона сподівалася взяти участь у Чемпіонаті США 2013 року. 12 січня 2013 року на Fox Cities Invitational 2013 в Епплтоні, штат Вісконсин, Сизні вивихнула ліве стегно, коли впала під час потрійного фліпу. Її доставили до лікарні, де її стегно повернули до правильного положення. Її відмова від Чемпіонату США підтвердилася, коли їй довелося перенести ще одну операцію на лівому стегні.
У квітні 2013 року фігуристка повернулася до регулярних тренувань.

#### Сезон 2013—2014
Під час підготовки до нового змагального сезону вона збільшувала складність своїх стрибків і обертань і прагнула додати потрійні каскади до своєї довільної програми. Вона регулярно займалася з тренером поза льодом і щодня проходила фізіотерапію. З метою отримати місця в Олімпійській збірній США 2014 року Сизні повернулася на Регіональний чемпіонат Східних Великих озер 2014 року та виграла золоту медаль із загальним результатом 145,12 балів після того, як посіла перше місце за обидві програми. Це дозволило їй взяти участь у турнірі Midwestern Sectionals у листопаді, але вона знялася та завершила свій сезон, оскільки не відчувала себе повністю здоровою.

### Завершення кар'єри та життя після спорту
19 червня 2014 року Алісса Сизні вирішила припинити спортивну кар'єру через дві послідовні операції на лівому стегні, заявивши, що продовжуватиме кататися і працювати тренеркою. У червні 2016 року вона втретє перенесла операцію на стегні, цього разу через розрив верхньої губи правого стегна.

## Техніка катання

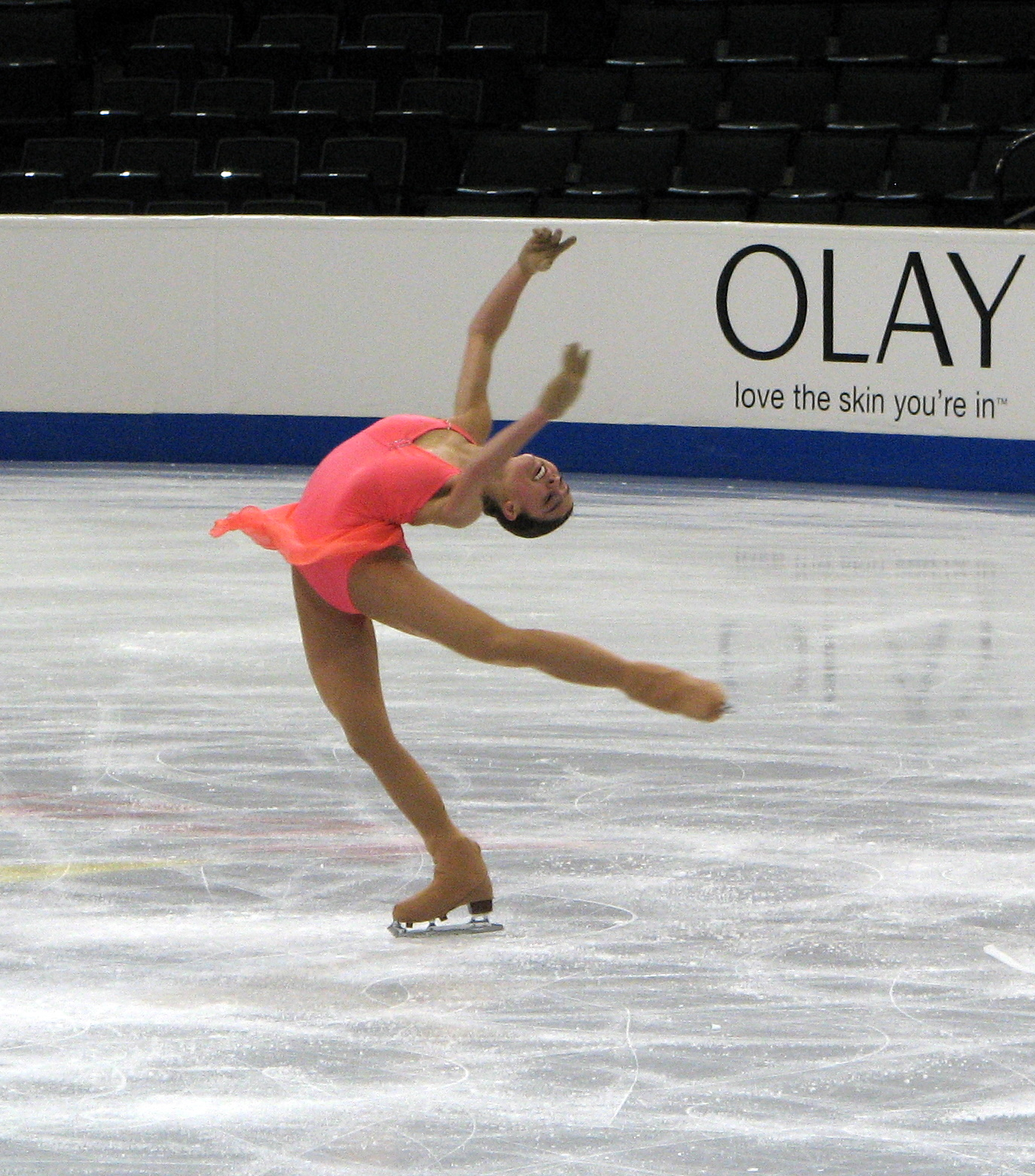
Алісса Сизні виконує одне зі своїх фірмових обертань

На відміну від більшості фігуристів, Сизні обертається і стрибає за годинниковою стрілкою. Вона відома своїми обертаннями, розтяжкою та гнучкістю. Вона говорила: «Коли я була молодшою, ми з сестрою завжди тренувалися разом. Ми крутилися годинами, дивлячись, хто довше втримає обертання та/або хто швидше. Ми також намагалися придумати якомога більше варіацій».

## Програми
| Сезон     | Коротка програма | Довільна програма                                                                           | Показові номери |
| --------- | --- | ------------------------------------------------------------------------------------------- | --- |

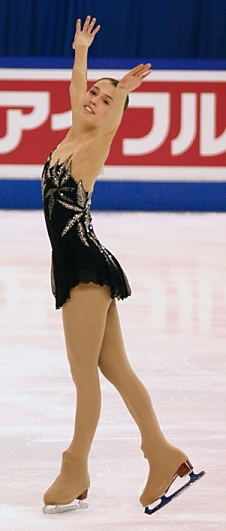

| 2013—2014 | - «Consolation No. 3 in D Flat Major» Ференц Ліст                                                                                | - «Gone with the Wind» Макс Стайнер, Річард Клайдерман                                      | |
| 2012—2013 | - «La Vie en rose» Édith Piaf. Хореографи-постановники: Юка Сато, Паскаль Камерленго                                             | - «Gone with the Wind» Макс Стайнер, Річард Клайдерман                                      | |
| 2011—2012 | - «La Vie en rose» Édith Piaf. Хореографи-постановники: Юка Сато, Паскаль Камерленго                                             | - «Valse triste» Ян Сібеліус. Хореограф-постановник: Паскаль Камерленго                     | - «Dancing with Myself» Nouvelle Vague - «Moon River» (з фільму «Сніданок у Тіффані»)                                                                                        |
| 2010—2011 | - «Romance» Еріх Вольфганг Корнгольд                                                                                             | - «Winter into Spring» Джордж Вінстон. Хореограф-постановник: Паскаль Камерленго            | - «You'll Never Walk Alone» Барбра Стрейзанд - «I Like the Way (You Move)» Bodyrockers - «Dancing with Myself» Nouvelle Vague - «Moon River» (з фільму «Сніданок у Тіффані») |
| 2009—2010 | - «Diego's Goodbye» (з фільму «Маска Зорро»). Джеймс Горнер - «A Proposal with Pearls» (з фільму «Легенда Зорро»). Джеймс Горнер | - «Doctor Zhivago Suite» Моріс Жарр - «Lara's Theme» (з фільму «Доктор Живаго»). Моріс Жарр | - «You'll Never Walk Alone» Барбра Стрейзанд - «I Like the Way (You Move)» Bodyrockers                                                                                       |
| 2008—2009 | - «The Swan» Каміль Сен-Санс | - «Доктор Живаго» Моріс Жарр                                                                | - «I, Don Quixote» Лінда Едер - «Bridge Over Troubled Water» Simon and Garfunkel                                                                                             |
| 2007—2008 | - «The Swan» Каміль Сен-Санс | - «West Side Story» Леонард Бернстайн                                                       | |
| 2006—2007 | - «Prelude & Quadukka-I-Mayas» Джессі Кук                                                                                        | - «Сабріна» Джон Вільямс                                                                    | - «Man of La Mancha» Мітч Лі |
| 2005—2006 | - «Prelude & Quadukka-I-Mayas» Джеймс Кук                                                                                        | - «La Bayadère» Людвіг Мінкус                                                               | - «Someone Like You» Лінда Едер |
| 2004—2005 | - «The Mission» Енніо Морріконе                                                                                                  | - «Лебедине озеро» Петро Чайковський                                                        | - «Un Bel di Vedremo» (з фільму «Мадам Баттерфляй») |
| 2003—2004 | - «The Mission» Енніо Морріконе                                                                                                  | - «Лебедине озеро» Петро Чайковський                                                        | - «Un Bel di Vedremo» (з фільму «Мадам Баттерфляй») |
| 2002—2003 | - «Rushing Wings of Dawn» Тім Джаніс                                                                                             | - «Рапсодія на тему Паганіні» Сергій Рахманінов                                             | - «Ромео і Джульєтта» Ніно Рота, Андре Ріє |
| 2001—2002 | - «Rushing Wings of Dawn» Тім Джаніс                                                                                             | - «Рапсодія на тему Паганіні» Сергій Рахманінов                                             | - «Ромео і Джульєтта» Ніно Рота, Андре Ріє |
| 2000—2001 | - «Moonlight Sonata» Людвіг ван Бетховен                                                                                         | - «Faust» Шарль Гуно                                                                        | |

## Спортивні досягнення

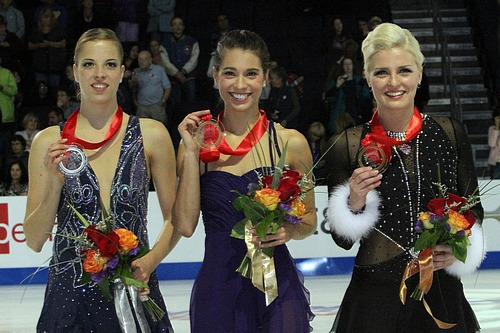
Переможиці етапу Гран-прі Skate America 2011 (зліва направо): Кароліна Костнер (срібло), Алісса Сизні (золото), Вікторія Хельгессон (бронза)

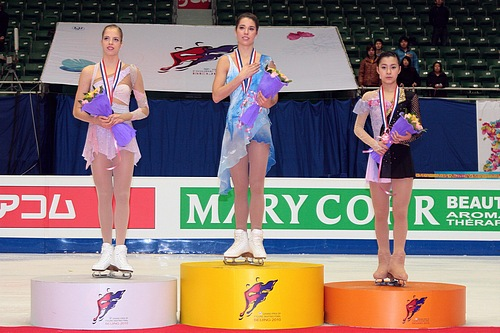
Переможиці Фіналу Гран-прі 2010 (зліва направо): Кароліна Костнер (срібло), Алісса Сизні (золото), Канако Муракамі (бронза)

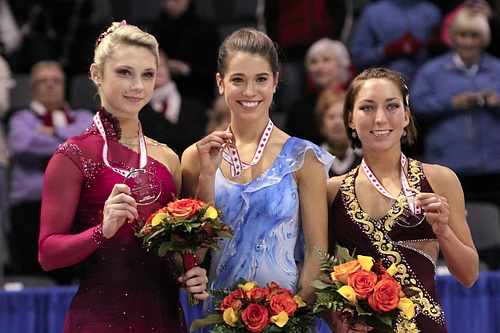
Переможиці етапу Гран-прі Skate Canada 2010 (зліва направо): Ксенія Макарова (срібло), Алісса Сизні (золото), Амелі Лакост (бронза)

| Міжнародні                                                                                               | Міжнародні | Міжнародні | Міжнародні | Міжнародні | Міжнародні | Міжнародні | Міжнародні | Міжнародні | Міжнародні | Міжнародні | Міжнародні | Міжнародні | Міжнародні | Міжнародні | Міжнародні | Міжнародні | Міжнародні | Міжнародні |
| Змагання                                                                                                 | 96/97      | 97/98      | 98/99      | 99/00      | 00/01      | 01/02      | 02/03      | 03/04      | 04/05      | 05/06      | 06/07      | 07/08      | 08/09      | 09/10      | 10/11      | 11/12      | 12/13      | 13/14      |
| --- | ---------- | ---------- | ---------- | ---------- | ---------- | ---------- | ---------- | ---------- | ---------- | ---------- | ---------- | ---------- | ---------- | ---------- | ---------- | ---------- | ---------- | ---------- |
| Чемпіонат світу                                                                                          |            |            |            |            |            |            |            |            |            |            | 15         |            | 11         |            | 5          | 22         |            |            |
| Чемпіонат Чотирьох континентів                                                                           |            |            |            |            |            |            |            |            |            |            | 5          |            | 9          |            | 5          |            |            |            |
| Фінал Гран-прі                                                                                           |            |            |            |            |            |            |            |            |            | 6          |            |            |            |            | 1          | 5          |            |            |
| Trophée Eric Bompard                                                                                     |            |            |            |            |            |            |            |            |            |            |            |            |            |            | 3          | 3          |            |            |
| Cup of China                                                                                             |            |            |            |            |            |            |            |            |            |            |            | 9          |            |            |            |            |            |            |
| Cup of Russia                                                                                            |            |            |            |            |            |            |            |            |            |            | 9          |            | 4          | 4          |            |            |            |            |
| NHK Trophy                                                                                               |            |            |            |            |            |            |            |            |            |            |            | 6          |            |            |            |            | WD         |            |
| Skate America                                                                                            |            |            |            |            |            |            |            |            | 4          | 2          |            |            |            |            |            | 1          |            |            |
| Skate Canada                                                                                             |            |            |            |            |            |            |            |            |            | 1          | 4          |            | 3          | 2          | 1          |            |            |            |
| Nebelhorn Trophy                                                                                         |            |            |            |            |            |            |            |            | 4          |            |            |            | 1          | 1          |            |            |            |            |
| Nepela Memorial                                                                                          |            |            |            |            |            |            |            |            |            | 2          |            |            |            |            |            |            |            |            |
| Challenge Cup                                                                                            |            |            |            |            |            |            |            |            |            |            |            |            |            |            |            | 3          |            |            |
| Міжнародні юніорські                                                                                     |            |            |            |            |            |            |            |            |            |            |            |            |            |            |            |            |            |            |
| Чемпіонат світу серед юніорів                                                                            |            |            |            |            |            |            |            |            | 6          | 6          |            |            |            |            |            |            |            |            |
| Фінал Гран-прі серед юніорів                                                                             |            |            |            |            |            |            | 5          |            |            |            |            |            |            |            |            |            |            |            |
| Етап юніорського Гран-прі, Болгарія                                                                      |            |            |            |            |            |            |            | 5          |            |            |            |            |            |            |            |            |            |            |
| Етап юніорського Гран-прі, Франція                                                                       |            |            |            |            |            |            | 2          |            |            |            |            |            |            |            |            |            |            |            |
| Етап юніорського Гран-прі, Словаччина                                                                    |            |            |            |            |            |            | 2          |            |            |            |            |            |            |            |            |            |            |            |
| Gardena Spring Trophy                                                                                    |            |            |            |            |            | 1          |            |            |            |            |            |            |            |            |            |            |            |            |
| Triglav Trophy                                                                                           |            |            |            |            | 1          |            |            |            |            |            |            |            |            |            |            |            |            |            |
| Національні                                                                                              |            |            |            |            |            |            |            |            |            |            |            |            |            |            |            |            |            |            |
| Чемпіонат США                                                                                            |            |            |            |            | 2 J        | 11         | 10         | 12         | 7          | 7          | 3          | 9          | 1          | 10         | 1          | 2          | WD         |            |
| U.S. Collegiate                                                                                          |            |            |            |            |            |            |            |            | 1          |            |            |            | 1          |            |            |            |            |            |
| Midwestern Sectional                                                                                     |            | 5 I        |            | 9 J        | 1 J        | 2          | 2          | 2          | 2          |            |            |            |            |            | 1          |            |            | WD         |
| EGL Регіональний                                                                                         | 4 V        | 1 I        | 10 N       | 3 J        | 1 J        | 2          |            | 1          | 1          |            | 1          |            |            |            |            |            |            | 1          |
| Рівні: V = Неповнолітній; I = Проміжний; N = Новачок; J = Юніор; EGL = Східні Великі озера; WD = Знялася |            |            |            |            |            |            |            |            |            |            |            |            |            |            |            |            |            |            |